# Noppon Saengkham
Noppon Saengkham (thailändisch นพพล แสงคำ; * 15. Juli 1992 in der Provinz Samut Prakan, Zentralthailand; Spitzname Moo) ist ein thailändischer Snookerspieler aus Paknam.

## Karriere

### Bis 2011: Anfänge als Amateur
Im Jahr 2009 zog der damals 16 Jahre alte Noppon ins Finale der U21-Snooker-Asienmeisterschaft ein, was er jedoch mit 1:5 gegen Zhang Anda verlor. Im selben Jahr erreichte er bei der IBSF U21-Snookerweltmeisterschaft das Finale, wo er mit einem 9:8-Sieg über den Iraner Soheil Vahedi das Ticket für die nächste Main-Tour-Saison sicherte.
Seine erste Profisaison – die Saison 2010/11 – verlief für Noppon aber miserabel: Von 20 Spielen gewann er gerade mal ein Fünftel, zusätzlich profitierte er ein Mal von der kampflosen Aufgabe Ronnie O’Sullivans. So dauerte es bis in den September hinein, bis Noppon sein erstes Profispiel gewann: Bei den World Open gelang ihm ein 3:1-Sieg über den Belgier Luca Brecel, ehe er sich mit 0:3 Martin Gould geschlagen geben musste. Kurz darauf gewann er im fünften Event der Players Tour Championship erneut ein Spiel, als er Michael White mit 4:3 besiegte. Anschließend jedoch schied er sofort aus – erneut gegen Martin Gould. Beim MIUS Cup, einem weiteren PTC-Event, profitierte er von der kampflosen Aufgabe Ronnie O’Sullivans, ehe er Mark Selby unterlag. Anschließend dauerte es bis zum Februar 2011, bis Noppon wieder ein Spiel gewann. Bei den Welsh Open besiegte er erst Matthew Couch und dann Adrian Gunnell, ehe er an Nigel Bond scheiterte. Doch wegen seiner schlechten Ergebnisse belegte Noppon zum Saisonende den 92. von 97 Plätzen, sodass er seinen Main-Tour-Status wieder verlor.

### 2011–2013: Amateurerfolge
Direkt in seinem ersten Amateurturnier, der IBSF U21-Snookerweltmeisterschaft 2011, erreichte Noppon mit Siegen über unter anderem Declan Brennan, Zhang Anda, Duane Jones und Li Hang wieder ein Endspiel, was er aber mit 3:9 gegen seinen Landsmann Thanawat Tirapongpaiboon verlor. Nach einem frühen Ausscheiden aus der IBSF Snookerweltmeisterschaft 2011 erreichte er das Halbfinale der U21-Snooker-Asienmeisterschaft 2012, wo er am Iraner Hossein Vafaei scheiterte.
Noch im Jahr 2012 erreichte Noppon das Halbfinale der Snooker-Asienmeisterschaft 2012, wo er gegen Pankaj Advani verlor, sowie das Achtelfinale der IBSF U21-Snookerweltmeisterschaft 2012, wo er gegen den Chinesen Zhou Yuelong den Kürzeren zog. Außerdem erreichte er das Halbfinale der Amateurweltmeisterschaft, wo er nach Siegen über unter anderem Gareth Allen und Alexander Ursenbacher gegen Gary Wilson verlor. Im April 2013 gelang ihm mit einem 6:5-Sieg über den Pakistani Muhammad Majid Ali im Finale der U21-Snooker-Asienmeisterschaft die Qualifikation für die Saison 2013/14.
Zudem wurde er im Rahmen der Main-Tour-Saison 2012/13 zur 6-Red World Championship eingeladen, wo ihm in der Gruppenphase Siege über Krzysztof Wróbel, Marcus Campbell, Matthew Stevens und Ricky Walden gelangen, bevor er in der ersten Hauptrunde an Graeme Dott scheiterte. Außerdem bekam er eine Wildcard für die World Open, wo er in der Wildcardrunde jedoch gegen Mark Joyce verlor.

### 2013–2016: Erneuter Anfang auf der Main Tour
Noppon startete mit einer Auftaktniederlage in seine zweite Profisaison, bevor er mit vier Siegen in den Qualifikationsrunden die Hauptrunde der Australian Goldfields Open erreichte. Nach einer Reihe von weiteren Auftaktniederlagen erreichte das Viertelfinale der 6-Red World Championship, wo er sich dem späteren Sieger Mark Davis geschlagen geben musste. Nach einem Sieg bei den Indian Open und zahlreichen weiteren Auftaktniederlagen erreichte er beim UK Championship die Runde der letzten 32. Kurz darauf erreichte er sowohl beim German Masters als auch bei den Welsh Open die Runde der letzten 64, bevor er bei den World Open in der Runde der letzten 32 an Mark Selby scheiterte. Zum Saisonabschluss verlor er zwei weitere Auftaktspiele, darunter auch das in der WM-Qualifikation mit 9:10 gegen Vinnie Calabrese. Noppon beendete die Saison auf Weltranglistenplatz 84, der eigentlich nicht zur Qualifikation für die nächste Saison gereicht hätte. Doch Noppon hatte einen Startplatz für zwei Saisons erhalten und verblieb so auf der Main Tour.
Zum Start der nächsten Saison erreichte Noppon die Runde der letzten 32 der Yixing Open und der Riga Open, wo er gegen Michael Holt bzw. Alan McManus ausschied. Kurz darauf erreichte er nach ein paar Auftaktniederlagen das Achtelfinale der 6-Red World Championship, wo er dem Weltmeister von 2005, Shaun Murphy unterlag. Nach einer Drittqualifkationsrundenniederlage beim Shanghai Masters erreichte er nach zwei frühen Niederlagen die Runde der letzten 32 des International Championships, wo er sich im Decider dem Chinesen Xiao Guodong geschlagen geben musste. Nach zwei weiteren Auftaktniederlagen erreichte er bei den Lisbon Open mit Siegen über David Grace, Mitchell Mann, Ross Muir und Kurt Maflin das Viertelfinale eines Minor-ranking-Turnieres. Dort verlor er jedoch gegen den späteren Sieger Stephen Maguire aus Schottland. Es folgte jedoch eine lange Reihe von Auftaktniederlagen, die erst mit einem 10:6-Sieg über den Deutschen Lukas Kleckers in der ersten Qualifikationsrunde der Snookerweltmeisterschaft beendet wurde. Anschließend verlor er jedoch gegen Michael Holt. Auf der Weltrangliste platzierte er sich auf dem 71. Platz, womit er knapp den sicheren 64. Platz verfehlte und somit seinen Main-Tour-Status verlor. Doch durch seine Ergebnisse bei den PTC-Events konnte sich Noppon über die European Tour Order of Merit (die European Tour war eine Teil-Tour der Players Tour Championship) als einziger Nicht-Europäer für die kommenden zwei Saisons qualifizieren.
Nach einer Auftaktniederlage zum Start der Saison 2015/16 erreichte Noppon das Halbfinale der 6-Red World Championship, wo er sich seinem Landsmann Thepchaiya Un-Nooh geschlagen geben musste. Nach mehreren frühen Niederlagen gewann er beim International Championship wieder ein Spiel aus eigener Kraft, als er erst Stephen Maguire mit 6:2 und folgend in der Wildcardrunde den Chinesen Lin Shuai besiegte, bevor er in der ersten Hauptrunde an Oliver Lines scheiterte. Doch danach setzte sich die Serei an Auftaktniederlagen nahtlos weiter, bis sie mit den China Open abrupt endete. Noppon besiegte erst Oliver Lines, ehe er mit Neil Robertson und Graeme Dott zwei Ex-Weltmeister sowie mit Ben Woollaston einen weiteren Spieler aus der erweiterten Weltspitze besiegte und so ins Viertelfinale einzog. Dort verlor er gegen John Higgins. Zum Abschluss der Saison verlor er in der WM-Qualifikation nach einem Sieg über Michael Georgiou gegen Graeme Dott. Auf der Weltrangliste platzierte sich der Thai auf dem 82. Platz.

### Ab 2016: Aufstieg in der erweiterten Weltspitze
Direkt zum Start der nächsten Saison gewann Noppon beim Riga Masters sein erstes Spiel anschließend schied er jedoch gegen Thepchaiya Un-Nooh aus. Kurz darauf erreichte er bei der in Thailand stattfindenden 6-Red World Championship das Achtelfinale, wo er aber gegen Liang Wenbo verlor. Bis zu den Scottish Open gewann dann Noppon aber nur noch zwei Spiele (seine Auftaktpartien bei den English Open und beim UK Championship), dort zog er dann mit Siegen über Craig Steadman und Aditya Mehta in die Runde der letzten 32 ein, wo er an Judd Trump scheiterte. Es folgten nun drei Zweitrundenniederlagen sowie eine Auftaktniederlage, ehe er bei den China Open die Engländer Tom Ford und Robert Milkins besiegte, ehe er in der Runde der letzten 32 gegen Stuart Bingham verlor. Zum Saisonabschluss gelang ihm dann eine Überraschung: Mit Siegen über Jak Jones (10:5), Anthony Hamilton (10:9) und Lee Walker (10:8) konnte sich Noppon für die Endrunde der Snookerweltmeisterschaft im Crucible Theatre von Sheffield qualifizieren. Dort verlor er zwar direkt gegen Neil Robertson, doch dadurch konnte sich Noppon auf den 64. Weltranglistenplatz retten, womit er sich erstmals über die Snookerweltrangliste für die nächste Saison qualifizierte.
Zu Beginn der Saison 2017/18 erreichte Noppon erst die Runde der letzten 32 des Riga Masters, ehe er sowohl beim China Championship als auch beim Paul Hunter Classic die Runde der letzten 64 erreichte. Anschließend erreichte er das Achtelfinale der 6-Red World Championship sowie nach einer Auftaktniederlage die Runden der letzten 64 der World Open und des European Masters. Nach einer Reihe von Auftaktniederlage erreichte er in drei hintereinander folgenden Turnieren – Northern Ireland Open, UK Championship und Scottish Open – die Runde der letzten 32. Daraufhin verlor er sein Auftaktmatch beim German Masters, ehe er die zweite Runde des Shoot-Outs erreichte. Kurz darauf gelang ihm sein bis damals größter Karriereerfolg: Mit Siegen über Ross Muir, Judd Trump, Craig Steadman, Kyren Wilson und Ian Burns erreichte er das Halbfinale der Welsh Open, welches er mit 4:6 gegen Barry Hawkins verlor. Dieser Erfolg brachte ihm kurzzeitig den 47. Weltranglistenplatz ein, welcher als Bestmarke bis zum Players Championship hielt, wo er noch einen Platz weiter nach oben aufstieg. Im Vorlauf des Turnieres, an dem er eigentlich gar nicht teilgenommen hatte, hatte er nämlich die Runde der letzten 32 der Gibraltar Open sowie die Runde der letzten 64 der China Open erreicht. Zum Saisonabschluss verlor aber Noppon nach einem 10:1-Sieg über Chen Zifan in der zweiten Runde der WM-Qualifikation gegen Hossein Vafaei, sodass er zum Saisonende auf den 52. Weltranglistenplatz abrutschte, was dennoch eine Verbesserung von 12 Plätzen darstellte.
Nach einer Auftaktniederlage zum Start der Saison 2018/19 erreichte Noppon bei den World Open zum zweiten Mal in seiner Karriere ein Halbfinale eines vollwertigen Ranglistenturnieres, wo er gegen Mark Williams verlor, der im Mai zum dritten Mal Weltmeister geworden war. Kurz danach erreichte er beim Paul Hunter Classic die Runde der letzten 32, bevor er zum ersten Mal in der Gruppenphase der 6-Red World Championship ausschied. Daraufhin zog er beim China Championship in eine weitere Runde der letzten 32 ein, bevor er nach einer Auftaktniederlage bei den English Open das Viertelfinale erreichte und dort gegen Stephen Maguire verlor. Nach zwei anschließenden frühen Niederlagen zog er beim UK Championship wieder in die Runde der letzten 32 ein, wo aber gegen Mark Williams Schluss war. Anschließend musste Noppon zwei weitere frühe Niederlagen einstecken, ehe er wegen seiner guten Ergebnisse zum World Grand Prix, der nur für die damaligen Top 32 der Ein-Jahres-Rangliste zugänglich war, eingeladen wurde. Dort besiegte er John Higgins, ehe er gegen Mark Selby ausschied. Kurz danach erreichte er bei den Welsh Open die Runde der letzten 32, wobei er dort zum ersten Mal ein Maximum Break spielte. Danach musste er bei den drei nachfolgenden Turnieren Auftaktniederlagen einstecken.
In der Saison 2023/24 erreichte er sein erstes Endspiel eines Ranglistenturniers, das Finale der Scottish Open, das er aber gegen Gary Wilson mit 5:9 verlor. Auf dem Weg zum Finale schlug er die Top-16-Spieler John Higgins und Ali Carter. Gegen Higgins lag er im Halbfinale schon mit 1:3 zurück, ehe er in einem Run das Spiel zum Endstand von 6:3 drehen konnte.

## Erfolge (Auswahl)
| Ausgang            | Jahr | Turnier                            | Finalgegner              | Ergebnis |
| ------------------ | ---- | ---------------------------------- | ------------------------ | -------- |
| Amateurturniere    |      |                                    |                          |          |
| Zweiter            | 2009 | ACBS U21-Snookerasienmeisterschaft | Zhang Anda               | 1:5      |
| Sieger             | 2009 | IBSF U21-Snookerweltmeisterschaft  | Soheil Vahedi            | 9:8      |
| Zweiter            | 2011 | IBSF U21-Snookerweltmeisterschaft  | Thanawat Tirapongpaiboon | 3:9      |
| Ranglistenturniere |      |                                    |                          |          |
| Zweiter            | 2023 | Scottish Open                      | Gary Wilson              | 5:9      |

### Maximum Breaks
- Welsh Open 2019
- Weltmeisterschaft 2024, Qualifikation
- Saudi Arabia Snooker Masters 2024